# Leptoneta leucophthalma
Leptoneta leucophthalma là một loài nhện trong họ Leptonetidae.
Loài này thuộc chi Leptoneta. Leptoneta leucophthalma được Eugène Simon miêu tả năm 1907.